# Аксёнов, Валерий Сергеевич
Вале́рий Серге́евич Аксёнов (род. 7 ноября 1947, Рига, Латвийская ССР, СССР) — российский финансист, учёный-экономист, педагог. Доктор экономических наук, профессор экономического факультета РГГУ. Полковник Вооружённых Сил в отставке.

## Биография

### Происхождение
В. С. Аксёнов родился в 1947 году в Риге. Его родители были участниками Великой Отечественной войны. Отец, Сергей Петрович Аксёнов (1919—1978) — подполковник Советской Армии, кавалер двух орденов Красной Звезды и медалей. Мать, Лидия Наумовна Аксёнова (1925—1976), была награждена боевыми медалями.
Младший брат Валерия Сергеевича, Павел Сергеевич Аксёнов (род. 1957) — подполковник запаса Вооружённых Сил Украины, после службы обосновался в Ялте, предприниматель.

### Карьера. Хроника творческой деятельности
- 1965: окончил с серебряной медалью среднюю школу № 67 Днепропетровска;
- 1965—1970: учёба в Днепропетровском химико-технологическом институте. Получил диплом с отличием, квалификация по диплому — инженер электрохимических производств;
- 1970—1992: служба на офицерских должностях в Вооружённых Силах Советского Союза;
- 1976—1979: учёба на экономическом отделении военно-педагогического факультета Военно-политической академии им. В. И. Ленина;
- 1979—1981: преподаватель экономических дисциплин Тюменского высшего военно-инженерного командного училища;
- 1981—1984: адъюнкт кафедры политической экономии и военной экономики Военно-политической академии им. В. И. Ленина;
- 1984: защитил в ВПА им. В. И. Ленина диссертацию на соискание учёной степени кандидата экономических наук по проблеме оборонно-хозяйственного механизма социалистического государства. Научный руководитель — доктор экономических наук, профессор Анатолий Владимирович Кунин;
- 1984—1992: преподаватель, старший преподаватель кафедр общественных наук различных военных академий Москвы, в 1989 году участвовал в написании книги «После коммунизма» (коллективный псевдоним С. Платонов);
- 1991: присвоено учёное звание «доцент» по кафедре общественных наук;
- 1992: по собственному желанию уволился из Вооружённых Сил. Полковник в отставке;
- 1992: начальник отдела, заместитель председателя Правления коммерческого банка «Автроконбанк»;
- 1993: по программе Ассоциации российских банков прошёл стажировку в банке «Банкерс Траст Компани» (Bankers Trust Company, США);
- 1993—1995: заместитель председателя, председатель Правления, президент коммерческого банка «Ялосбанк», входившего в число 100 крупнейших банков России;
- 1996—2003: председатель Правления АКБ «Русский Генеральный Банк», входившего в число 100 крупнейших банков России;
- 1996: защитил в ВПА им. В. И. Ленина диссертацию на соискание учёной степени доктора экономических наук по проблемам институциональной модели оборонно-промышленного комплекса в рыночной экономике. Научный консультант — доктор экономических наук, профессор Владимир Васильевич Бандурин;
- с 1996: профессор кафедры экономической теории РГГУ;
- 1997: создал на экономическом факультете РГГУ кафедру «Финансы и кредит»;
- 1997—2009: заведующий кафедрой «Финансы и кредит» Российского государственного гуманитарного университета;
- 2003—2008: президент девелоперской компании «ТПС-недвижимость», вице-президент «Инвестиционной компании ТПС». В числе проектов, реализованных при участии В. С. Аксёнова, — офисный центр класса «А» в центре Москвы (10 тыс. м²), торгово-развлекательный центр в Краснодаре (200 тыс. м²), офисная недвижимость в Москве и Санкт-Петербурге (сеть отделений Русского Генерального Банка);
- 2007: присвоено учёное звание «профессор»;
- 2009—2014: заведующий кафедрой, профессор кафедры «Финансы и кредит» экономического факультета РГГУ.

Своим учителем в науке В. С. Аксёнов считает видного советского и российского учёного-экономиста доктора экономических наук, профессора Владимира Дмитриевича Королёва (1939—2008). В. Д. Королёв был одним из ведущих преподавателей в период обучения Валерия Сергеевича в Военно-политической академии им. В. И. Ленина и во время обучения в адъюнктуре, он оказал существенную поддержку В. С. Аксёнову в подготовке докторской диссертации. После её защиты профессор Королёв пригласил своего ученика на кафедру экономической теории РГГУ, а в 1997 году был инициатором создания кафедры «Финансы и кредит», которую возглавил В. С. Аксёнов.

## Научная и педагогическая деятельность
Профессор В. С. Аксёнов — автор 50 научных и учебно-методических публикаций по проблемам оборонно-промышленного комплекса России, развития банковского дела и фондового рынка России, становления института электронных денег в информационной экономике; в числе его работ — четыре монографии, одно учебное пособие и один курс лекций. За 1998—2014 годы им подготовлено 18 кандидатов и 5 докторов экономических наук.
1996—2014 : Член диссертационного совета РГГУ по экономическим наукам Д 212.198.01.
c 2014: Член Научного Совета Московского Комитета по науке и технологиям.
В. С. Аксёнов активно участвует в работе по подготовке крупных научных конференций экономической направленности. Он является членом Оргкомитета ежегодных Чаяновских чтений.

## Признание
- государственные награды: за время службы в Вооружённых Силах СССР награждён шестью медалями;
- 1994: председатель правления «Ялосбанка» В. С. Аксёнов, находившийся с деловым визитом в Брюсселе, получил «Приз Еврорынка-94» (Euromarket Award-94), которым Европейский центр исследований рынка наградил «Ялосбанк».[2]

## Основные работы
1. Научно-технический прогресс и обороноспособность страны. / Труды научно-технической конференции. // М.: ВИА им. Куйбышева, 1986. 0,4 п. л.;
2. Ключевая задача перестройки. // М.: ВИА им. Куйбышева, 1987. 1,5 п. л.;
3. Перестройка — стратегическая задача экономики страны. / Труды научно-практической конференции. // М.: ВИА им. Куйбышева, 1988. 0,4 п. л.;
4. Оборонно-хозяйственный механизм в целостной системе управления экономикой. / Военно-экономические вопросы в курсе политической экономии. // Ярославль: ЯВВФУ, 1989. 1,5 п. л.;
5. Оборонно-хозяйственный механизм социалистического общества. / Труды научно-практической конференции. // ВА БТВ им. Малиновского, 1989. 0,3 п. л.;
6. Проблемы повышения обороноспособности в условиях перехода к рынку. // М.: ВИА им. Куйбышева, 1990. 1,0 п. л.;
7. Экономические проблемы конверсии военного производства. // Ярославль: ЯВВФУ, 1991. 2,0/1,0 п. л. Соавт.: А. М. Лебедев;
8. Принципы конверсии оборонного производства. // М.: ВИА им. Куйбышева, 1991. 0,6 п. л.;
9. Военная экономика в период перехода к рыночным отношениям. / Труды научной конференции. // Ярославль: ЯВВФУ, 1991. 0,3 п. л.;
10. Финансы и банки России (монография) // М.: Информациионно-издательское агентство «Обозреватель», 1995. 84/3,3 п. л. Соавт.: А. П. Большов, А. И. Подберезкин и др.;
11. Банковская система России: проблемы развития. // М.: Деловой мир, 1995. 0,3 п. л.;
12. Проблемы институциональной политики в оборонно-промышленном комплексе России в рыночной экономике (монография) // М.: Изд-во Министерства обороны РФ, 1996. 8,6 п. л.;
13. Концептуальный подход к институциональной политике в оборонно-промышленном комплексе. / Рукопись. // Деп. в ЦВНИ МО РФ. Серия Б, вып. № 34. М., 1996. 2,1/0,7 п. л. Соавт.: В. В. Бандурин, Б. Н. Кузык;
14. Об интеграции промышленных и банковских структур в оборонные ФПГ (на примере России). / Труды научно-теоретической конференции. // М.: ВФЭФ при МФА, 1996. 0,3/0,15 п. л. Соавт.: В. К. Спильниченко;
15. Проблемы участия банков в формировании ФПГ. / Труды научно-теоретической конференции. // М.: ВФЭФ при МФА, 1996. 0,35/ 0,15 п. л. Соавт.: В. К. Спильниченко;
16. Об институциональной политике в оборонно-промышленном комплексе. / Труды научно-теоретической конференции. // М.: ВФЭФ при МФА, 1996. 0,3 п. л.;
17. Модель финансово-экономической политики фирмы. / Проблемы управления безопасностью сложных систем. Сб-к докладов Международной НТК. // М.: РГГУ, 1999. 0,2/0,1 п. л. Соавт.: Д. В. Джагмаидзе;
18. Модель финансово-экономической политики фирмы. / Проблемы регионального и муниципального управления. Сборник докладов Международной НТК. // М.: РГГУ, 2000. 0,5/0,45 п. л. Соавт.: Д. В. Джагмаидзе;
19. Методика совершенствования организационно-экономической структуры предприятия в кризисных ситуациях. / Проблемы управления безопасностью сложных систем. Сборник докладов Международной НТК. // М.: РГГУ, 2000. 0,3/0,2 п. л. Соавт.: Д. В. Джагмаидзе;
20. Проблемы формирования стратегии управления предприятиями топливно-энергетического комплекса. / Проблемы развития топливно-энергетического комплекса: экономика, политика, история. Сборник докладов Международной НТК. // М.: РГГУ, 2000. 0,4/0,3 п. л. Соавт.: Д. В. Джагмаидзе;
21. Проблема реструктуризации промышленных предприятий. / Экономика России: теория и современность. Материалы II Чаяновских чтений. Москва, 27 марта 2002 г. // М.: РГГУ, 2002. 0,5/0,25 п. л. Соавт.: В. А. Осминина;
22. Предпринимательство в московском строительном комплексе: поиск новых источников инвестиций. / Предпринимательство в России: теория и практика. Материалы III Чаяновских чтений. Москва, 18 марта 2003 г. // М.: РГГУ, 2003. 0,25/0,12 п. л. Соавт.: Е. В. Попова;
23. Новая форма денег в экономике России. / Институциональные преобразования экономики России: проблемы и перспективы. Материалы VI Чаяновских чтений. Москва, 16 марта 2006 г. // М.: РГГУ, 2006. 0,5 п. л.;
24. Электронные деньги в современной экономике. / Экономика в школе. // 2006. — № 1. 0,5 п. л.;
25. Электронные деньги в современной экономике. / Экономика в школе. // 2006. — № 2. 0,5 п. л.;
26. Электронные деньги в современной экономике. / Экономика в школе. // 2006. — № 3. 0,5 п. л.;
27. Электронные деньги в виртуальной экономике. / Экономика в школе. // 2006. — № 4. 0,5 п. л.;
28. О перспективах внедрения электронных денег в современную информационную экономику. // Вестник РГГУ. Серия «Экономика». — 2007, № 11/07 0,5 п. л.;
29. Электронные деньги в национальной модели развития экономики России. / Национальная модель развития экономики России. Материалы VIII Чаяновских чтений. Москва, 11 марта 2008 г. // М.: РГГУ, 2008. 0,5 п. л.;
30. Трансформация денег в информационной экономике. // Вестник РГГУ. Серия «Экономика».- 2009, № 3/09 0,5 п. л. Соавт.: Д. И. Ефремов;
31. Электронные деньги: универсальное средство для реальной и виртуальной экономики. // Экономика в школе, 2009, № 1/2. 0,5 п. л.;
32. Формирование и управление инвестиционным портфелем в условиях финансового кризиса. // Финансы и кредит, 2010, № 7 (391) 0,5 п. л. Соавт.: Я. О. Зубов;
33. Модернизация банковской системы в посткризисной России. / Россия после кризиса: новые траектории социально-экономического развития: Труды X Чаяновских чтений. Москва, 11 марта 2010. // М.: РГГУ, 2010. 0,5 п. л.;
34. Мировой финансовый кризис и экономическая безопасность России: анализ, проблемы и перспективы. // М.: Изд-во Экономика, 2010, 1000 экз, 13 п. л./205 стр. Соавт.: М. И. Гельвановский, Ю. Н. Нестеренко, А. В. Николаев и др.;[3]
35. Финансово-экономические кризисы: мифы и реальность. // Экономика в школе, 2010, № 1/2, с. 56-64 0,3 п. л.;
36. Государственное регулирование обращения электронных денег. // Экономический журнал, 2010, № 4 (20), с. 113—122 0,5 п. л. Соавт.: Н. В. Захарова;
37. Трансакционные издержки платежей. // Экономический журнал, 2010, № 4 (20), с. 100—107 0,3 п. л. Соавт.: Д. Д. Дудин;
38. Секьюритизация портфелей ипотечных кредитов в России: проблемы и перспективы.// Экономический журнал, 2011, № 2(22), с.72-80 0,3 п. л. Соавт. Голиков П. С.
39. Государственное регулирование обращения электронных денег как фактор повышения конкурентоспособности экономики России. / Конкурентоспособность экономики России: проблемы и пути повышения. Труды XI Чаяновских чтений. Москва, 17 марта 2011. // М.: РГГУ, 2011, с. 361—365 0,25 п. л. Соавт.: Н. В. Захарова.
40. Экспортные кредитные агентства развивающихся стран в системе международного торгового финансирования: новые тенденции.// Экономический журнал 2012, № 1 (25), с. 43-51 0,3 п. л. Соавт. А.А,Овчинников.
41. Секьюритизация активов в механизма модернизации фондового рынка современной России./ Модернизация экономики России: новые механизмы реализации. Труды XII Чаяновских чтений. Москва, 15 марта 2012.// М.: РГГУ, 2012, с. 218—223 0,25 п. л. Соавт.:Голиков П. С.
42. Модернизация системы государственного регулирования института электронных денег в России./ Модернизация экономики России: новые механизмы реализации. Труды XII Чаяновских чтений. Москва, 15 марта 2012.// М.: РГГУ, 2012, с. 212—217 0,25 п. л. Соавт.: Шигалева Л. М.
43. К вопросу о государственном регулировании обращения электронных денег в России.// Вестник РГГУ. Серия «Экономические науки». — 2012, № 12(92) 0,5 п. л. Соавт. Н. В. Захарова
44. Проблемы и перспективы развития института секьютиризации активов в экономике современной России.// Вестник РГГУ. Серия «Экономические науки». — 2013. № 15 (116) 0,5 п.л. Соавт. П. С. Голиков
45. Россия в глобальной экономике: поиски нового пути развития: Монография/ Коллектив авторов; Под общ. ред. д.э.н. Ю. Н..Нестеренко. — М.: МПА-Пресс, 2013, 22 п. л. Соавт. М. И. Гельвановский, Ю. Н. Нестеренко, А. В. Николаев и др.

Учебно-методические работы:
1. Методические рекомендации по выполнению дипломных работ для студентов экономического факультета. // М.: РГГУ, 2005. 1,5/0,5 п. л. Соавт.: Ю. Н. Нестеренко, В. А. Осминина;
2. Программа государственного экзамена по специальности 060400 «Финансы и кредит». // М.: РГГУ, 2006. 1,2/0,25 п. л. Соавт.: Ю. Н. Нестеренко, Л. Н. Кириллова, И. М. Поморцева;
3. Электронные деньги в информационной экономике. Курс лекций. // М.: МПА-ПРЕСС, 2006. 11,5 п. л.
4. Современный банкинг: Сборник учебно-методических комплексов для магистратуры по направлению № 080100 — экономика, программа «Современный банкинг»; РГГУ.- Москва: ИД «МПА-ПРЕСС», 2011, 13,2 п. л. Соавт. П. А. Бойко, Ю. Н. Нестеренко и др.
5. Банкинг в информационной экономике: Учебное пособие// [ В. С. Аксенов, Ю. Н. Нестеренко, А. В. Осиповская и др.]; по общ. ред. .В. С. Аксенова; РГГУ .-Москва: Экономика 2012, 22 п.л.,